# Нихон-буё
Традиционный японский танец (яп. 日本舞踊 нихон буё:) — группа разновидностей сценического танца, распространённых в Японии. Следует отметить, что в искусстве Японии не принято чёткое разделение на жанры. Танцы, театральное искусство, песни, литература, каллиграфия влияли друг на друга и развивались сообща.

## Терминология
Понятие «буё» объединяет два жанра танца: пляски (яп. 踊り одори), выросшие из сценических представлений Кабуки, и танцы (яп. 舞 май), появившиеся из представлений Но и исполняемые в закрытых помещениях.
Примерное разделение нихон-буё на жанры включает кабуки одори (яп. 歌舞伎踊り, пляски Кабуки), госюгимоно (яп. ご祝儀もの праздничные вещи) — религиозный танец, камигата май (яп. 上方舞, танец Камигаты, сливок общества) и сосаку буё (яп. 創作舞踊 со:саку буё, оригинальный танец).
Исполнение танца состоит из принятия множества заранее известных поз (яп. 方 ката). При этом большинство танцев не подразумевают резких движений и могут быть исполнены на полутора квадратных метрах пола. Торс почти всё время танца строго вертикален, ката различаются положением головы, плеч, рук.
Пол или сцена, на которой исполняется нихон-буё, должны позволять скольжение (яп. 摺り足 суриаси), поэтому для танца необходима либо комната, выстланная татами, либо подготовленная сцена.
В нихон-буё используется техника «дзё-ха-кю» (яп. 序破急 дзё ха кю:, введение, разрушение, внезапность). Это традиционная японская модель построения последовательности действий, использующаяся в боевых искусствах, японском театре (Кабуки, Но, Дзёрури), японской чайной церемонии. «Дзё-ха-кю» применительно к танцам означает медленное вступление, призванное создать атмосферу, развитие действия, кульминацию и стремительное завершение. Части не должны быть равными по продолжительности: обычно «кю» самая короткая, а «ха» — самая длинная.

## История
Искусство танца существовало в Японии в дописьменный период. В Кодзики и Нихонги описан миф о том, как спрятавшуюся в пещере богиню солнца Аматэрасу заставила выглянуть из убежища танцующая богиня Ама-но удзумэ-но микото.
Развитие танца, как и других традиционных искусств, получило толчок с распространением буддизма. В период Сэнгоку (XVI век) жрицы мико стали выступать у Камогавы, между улицами Сидзё и Гионся. Тогда появился новый жанр религиозного танца — нэмбуцу-одори (яп. 念仏踊り, «пляска, повторяющая имя будды Амиды»). Многие танцы, например, Госюгимоно, родились из религиозных церемоний и духовных практик.
Танец, вместе с каллиграфией, икебаной и другими искусствами считался благотворным для развития женщины.
На протяжении всей истории в периоды мира японский танец процветал. Время наивысшей популярности нихон-буё — середина XIX века. Самые популярные школы того времени — Накамура и Ивада.
В XXI веке традиционный танец остаётся популярным; на многих мацури в городах и сёлах организуются сцены, где исполнители танцуют нихон-буё. Гейши обучаются танцам из репертуара своей школы в период ученичества и исполняют их на банкетах.

## Школы и иерархия
В нихон-буё, как и в других японских искусствах, принята система «иэмото». Глава школы (грандмастер, также называемый термином «иэмото») выбирает методики обучения, которыми будут пользоваться учителя, репертуар; иэмото распределяет лицензии на преподавание и профессиональные имена (яп. 名取 натори). Иэмото выбирает аксессуары для танца, интерпретирует фрагменты хореографии.
Нихон-буё, как и другими искусствами, не принято заниматься лишь до достижения какого-то уровня. В отличие от западного подхода, когда ученик может основать свою школу, японские искусства исполнители доводят до совершенства в течение всей жизни.
Самые известные школы нихон-буё — Иноуэ, Фудзима-рю (яп. 藤間流 фудзима рю:), Вакаяги (яп. 若柳流 вакаяги рю:), Ханаяги (яп. 花柳流 ханаяги рю:), Нисикава (яп. 若柳流 вакаяги рю:), Бандо (яп. 坂東流 бандо: рю:), Нисикава (яп. 西川流 нисикава рю:).

## Веер
Складной веер — главный танцевальный аксессуар. Он может означать зеркало или (в полузакрытом состоянии) бутылку саке; меч, расчёску, бабочку и так далее.
Перед каждым занятием ученик садится перед учителем в позу сэйдза, кладёт между собой и ним сложенный веер и кланяется до пола. Этот ритуал проводится в знак того, что ученик оставил свои волнения и мысли и готов полностью отдаться обучению. Танцевальный веер (яп. 舞扇 май о:ги) — важный символ нихон-буё. Иэмото на Новый год дарят ученикам веера с эмблемой школы, при этом натори получают более богато украшенные май оги.

## Известные танцы

### Гион коута
Слова на музыку появились в 1930, их автор — Микихико Нагата — известный писатель, создавший лирику к многочисленным песням о Гионе. Он же написал слова к песням фильма «Гейша».
| Японский текст          | Транскрипция                | Перевод                                  |
| ----------------------- | --------------------------- | ---------------------------------------- |
| 月はおぼろに東山        | цуки ва оборо ни хигасияма  | Луна в дымке над Хигасиямой,             |
| 霞む夜毎のかがり火に    | касуму ёгото но кагариби ни | Каждую ночь в свете факелов сквозь туман |
| 夢もいざよう紅桜        | юмэ мо идзаё бэнидзакура    | Алая сакура приглашает помечтать.        |
| しのぶ思いを振袖に      | синобу омой о фурисодэ ни   | С тоской вспоминаю фурисодэ              |
| 祇園恋しや だらりの帯よ | гион коисия дарари но оби ё | И возлюбленный Гионом развевающийся оби. |

### Куроками
Существует две версии танца　Куроками (яп. 黒髪, чёрные волосы): в стиле дзиута и в стиле нагаута. Вероятно, изначально музыка и слова были написаны в стиле дзиута композитором Итидзюро Койдэ (яп. 湖出市十郎 койдэ итидзю:ро:). Однако наиболее ранняя его запись — в жанре нагаута. В 1784 «Куроками» включён в представление О-акинай хиру га кодзима (яп. 大商蛭小島, грандиозное веселье на Кодзиме).
В представлении «Куроками» исполняет Тацу-химэ (яп. 辰姫, «принцесса Тацу»), дочь полководца Ито но Сукэтики (яп. 伊東祐親 ито: но сукэтика), когда Минамото-но Ёритомо разбивает ей сердце, предпочтя ей Масако Ходзё (яп. 北条政子 хо:дзё: масако).
Танец исполняется солистом со складным веером «сэнсу». В японской поэтической традиции чёрные как смоль волосы считаются символом женской красоты, а распускание традиционной причёски, где волосы были высоко подняты и закреплены, это явный намёк на то, что героиня перестала держать себя в руках.
Лирика «Куроками» содержит многочисленные аллюзии: «пробуждение после удара колокола» — это сатори, «напа́давший белый снег» в последней строке контрастирует с первой строкой, где говорится о прекрасных чёрных волосах: лирическая героиня ждёт возлюбленного, а её чудесные волосы покрываются «снегом» седины.
| Японский текст | Транскрипция      | Перевод                   |
| -------------- | ----------------- | ------------------------- |
| 黒髪の         | куроками но       | Чёрные волосы             |
| 結ぼれたる     | мусуборэтару      | спутываю                  |
| 思いには       | омои ни ва        | в мыслях                  |
| 解けて寝た夜の | токэтэ нэта ё но  | ночь проходит             |
| 枕とて         | макура то тэ      | на подушке                |
| 独り寝る夜の   | хитори нуру ё но  | ночью сплю одна           |
| 仇枕           | адамакура         | на пустой подушке         |
| 袖は片敷く     | содэ ва катасику  | укрытая лишь рукавом      |
| 妻じゃと云うて | цума дзя то иутэ  | женой назвал [меня].      |
| 愚痴な女子の   | гутина онаго ни   | Невежественной девицы     |
| 心も知らず     | кокоро то сирадзу | не знает мыслей.          |
| しんと更けたる | син то фукэтару   |                           |
| 鐘の声         | канэ но коэ       | Звук колокола             |
| 昨夜の夢の     | ю: бэ но юмэ но   | в ночи от сна             |
| 今朝覚めて     | кэса самэтэ       | пробудил меня этим утром. |
| 床し懐かし     | юдзяси нацукаси   | Пленительная печаль,      |
| やるせなや     | ярусэная          | безутешная.               |
| 積もると知らで | цумору то сирадэ  | Я и не заметила,          |
| 積もる白雪     | цумору сироюки    | как напа́дал белый снег.   |

## Нихон-буё в массовой культуре
Ряд популярных фильмов японского кинематографа, в особенности фильмы жанра дзидайгэки 1950—1960-х годов, содержат примеры исполнения танцев, являющихся разновидностями нихон-буё. Среди киноисполнителей, в частности, известны Хибари Мисора и Тиёносукэ Адзума; последний — сам известный хореограф этого жанра, а с 1967 по 2000 годы — иэмото школы нихон-буё Вакана-рю.
Примеры:
Хибари Мисора
- «Бэнтэн Кодзо» (1960) — храмовый «Танец Красного Льва» (в роли послушника Кикуносукэ, будущего Бентэн Кодзо)
- «Принцесса Сэн и Хидэёри» (1962) — танец с нагинатой (в роли принцессы Сэн[англ.], внучки Токугавы Иэясу)
- «Путешествие Хибари и Тиэми 2: Драгоценный зонтик влюбленных» (1963) — участие в Бон одори (в роли Окими, принцессы клана Цуруока[англ.])
- Танцы в ролях гейш в различных фильмах.

Тиёносукэ Адзума
- «Детектив в юбке 3: Летучие монеты» (1959) — танец с нагинатой (в роли самурая Хёмы Сасаки)
- Фантастический (токусацу) телесериал «Mobile Sheriff Jiban» (1989—1990) — В 30-й серии Адзума играет роль иэмото школы нихон-буё (фактически — самого себя), в том числе исполняет танец.